# Груссе, Рене
Рене Груссе (фр. René Grousset; 5 сентября 1885, Обе (Гар) — 12 сентября 1952, Париж) — французский ориенталист и историк искусства, член Французской академии.

## Биография
Сын Луи Ксавье Рене Груссе (1860—1885), преподавателя на факультете словесности в университете Гренобля, и Анны Мари Терезы Констанс Манс (1860—).
Детство провел в Жеводане у деда, Мари Рене Октава Груссе (1852—1916), землевладельца и многолетнего деревенского мэра. Получив в Монпелье диплом историка и географа, он отправился в Париж, где в 1912 стал редактором в дирекции Изящных искусств, в отделении архитектуры Поля Леона. Затем стал руководителем отделения; параллельно с административной работой подготовил к 1914 году свой первый научный труд: «Историю Азии», изданную в 1922. Уже тогда Груссе определил главную цель своей научной деятельности — донести до образованной публики новейшие достижения ориенталистики.
Во время Первой мировой войны служил сержантом в 81-м пехотном полку, 5 марта 1915 в ходе Первого Шампанского сражения был тяжело ранен в бою, возглавляя своё отделение при штурме укрепления Босежур (близ Перт-ле-Юрлю в департаменте Марна). После этого ранения уже не мог вернуться в строй, и закончил войну в качестве санитара.
После войны опубликовал свою «Историю Азии», а в 1924 выпустил книгу «Пробуждение Азии». В 1925 получил должность хранителя национальных музеев и был направлен на работу в музей Гиме в качестве заместителя хранителя. В 1928 стал преподавателем в Школе Лувра на кафедре индианистики. В 30-е годы публиковал статьи об экспонатах музейной коллекции, а также выпустил книги «История Дальнего Востока», «Цивилизации Востока» и «По следам Будды». Сотрудничал в группе ученых, возглавляемой Луи Альфаном и Филиппом Саньяком, и занимавшейся издательским проектом «Народы и Цивилизации». В 1933 был назначен хранителем музея Чернуски.
В 1934—1936 опубликовал свою главную научную работу, «Историю крестовых походов и Иерусалимского королевства франков», получившую от Французской академии Большую премию Гобера. Эта трехтомная монография (около 2 800 страниц), хотя и справедливо критикуемая за существенные недостатки методологии, до сих пор остается непревзойденной по широте охвата материала и фактологической подробности.
В 1938 вышло первое издание «Империи степей», в обобщенном виде представившее западному читателю историю кочевых государственных образований на территории евразийских степей, от времен гуннов до утраты независимости монгольскими ханствами в XVII—XVIII веках.
Наиболее активный период деятельности пришелся на время Второй мировой войны и послевоенные годы. В 1941 Груссе стал преподавателем в Школе живых восточных языков, в 1944 хранителем музея Гиме, в 1945 профессором в Школе Заморской Франции, в 1946 редактором Journal asiatique. Членство в Совете национальных музеев, руководство дирекциями двух музеев и преподавательская деятельность оставляли мало времени для научной работы, тем не менее, в 1947 в дополнение к «Крестовым походам» была издана «История Армении до 1071».
16 февраля 1946 вместе с Эрнестом Сейером, Жаном Таро, Октавом Обри и Робером д’Аркуром Груссе был избран в члены Французской академии. Это групповое избрание было призвано заполнить кресла, оставшиеся вакантными со времени оккупации. 30 января 1947 был принят в состав академии Анри Бордо.
В послевоенные годы написал две историко-философские работы: «Итог Истории» и «Носовые фигуры», посвященные размышлениям об эволюции человеческого общества, становлении философии и месте человека в истории.
Научное творчество Груссе оценивается современными исследователями неоднозначно. Так известный медиевист Пьер Обе, специализирующийся на теме крестовых походов, признавая, что Рене Груссе был крупнейшим французским ориенталистом своего времени и человеком громадной эрудиции, пишет, что «его точка зрения была сильно отмечена колониалистской утопией, господствовавшей в 1920—30-х годах, когда он создавал своё opus magnum».

## Произведения
На французском
- Histoire de l’Asie (История Азии). — P.: Crès, 1921—1922
  - T. I. L’Orient
  - T. II. L’Inde et la Chine
  - T. III. Le nond mongol, le Japon
- Histoire de la philosophie orientale. Inde, Chine, Japon (История восточной философии. Индия, Китай, Япония). — P.: Nouvelle Librairie nationale, 1923
- Le Réveil de l’Asie. L’impérialisme britannique et la révolte des peoples (Пробуждение Азии. Британский империализм и восстание народов). — P.: Plon, 1924
- Histoire de l’Extrême-Orient (История Дальнего Востока). — P.: Geuthnsr, 1929
- Sur les traces du Bouddha (По следам Будды). — P.: Pion, 1929
- Les Civilisations de l’Orient (Цивилизации Востока). — P.: Crès, 1929—1930
  - T. I. L’Orient
  - T. II. L’Inde
  - T. III. La Chine
  - T. IV. Le Japon
- Philosophies indiennes. Les systèmes, 2 Vol. (Индийские философии. Системы). — P.: Desclée De Brouwer, 1931
- Histoire des Croisades et du Royaume Franc de Jérusalem (История крестовых походов и Иерусалимского королевства франков). — P.: Pion, 1934—1936, ré-édité P.: Perrin, 1991, ISBN 2-262-00931-7
  - T. I. Anarchie Musulmane et la Monarchie Franque
  - T. II. Monarchie Franque et Monarchie Musulmane. L’Equilibre
  - T. III. Monarchie Musulmane et Anarchie Franque
- L’Empire des steppes, Attila, Gengis-Khan, Tamerlan (Империя степей: Аттила, Чингисхан, Тамерлан). — P.: Payot, 1938
- L'Épopée des Croisades (Эпопея крестовых походов). — P.: Plon, 1939.
- L’Empire mongol (Монгольская империя), E. de Boccard, 1941
- Histoire de la Chine (История Китая). — P.: Fayard, 1942
- Le Conquérant du monde: Vie de Gengis-Khan (Покоритель мира: Жизнь Чингисхана). — P.: Albin Michel, 1944
- Bilan de l’Histoire (Итог Истории). — P.: Pion, 1946
- Histoire de l’Arménie des origines à 1071 (История Армении с древнейших времен до 1071). — P.: Payot, 1947
- L’Empire du Levant (Империя Леванта). — P.: Payot, 1949
- Figures de Proue (Носовые фигуры). — P.: Pion, 1949
- La Chine et son art (Китай и его искусство). — P.: Pion, 1951
- L’Homme et son histoire (Человек и его история). — P.: Pion, 1954

На русском
- Чингисхан : Покоритель Вселенной = L'Homme et son histoire. — М.: Молодая гвардия, 2008. — 280 с. — (Жизнь замечательных людей). — ISBN 978-5-235-03051-0. — ISBN 978-5-235-03133-3.
- Империя степей: Аттила, Чингисхан, Тамерлан = L'Empire des steppes, Attila, Gengis-Khan, Tamerlan / Пер. с франц. Х. К. Хамраева. /Сост. Б. М. Сужиков. — Алматы: «Санат», 2005. — Т. I. — 289 с. — (История Казахстана в западных источниках). — ISBN 9965-664-32-3.
- Империя степей: Аттила, Чингисхан, Тамерлан = L'Empire des steppes, Attila, Gengis-Khan, Tamerlan / Пер. с франц. Х.К. Хамраева. /Сост. Б.М. Сужиков. — Алматы: «Санат», 2005. — Т. II. — 336 с. — (История Казахстана в западных источниках). — ISBN 9965-664-32-3.
- Степные кочевники, покорившие мир. Под властью Аттилы, Чингисхана, Тамерлана = L'Empire des steppes, Attila, Gengis-Khan, Tamerlan. — / Пер. с франц. В. Е. Климанов. М.: «Центрполиграф», 2020. — 527 с. — (Великие империи мира). — ISBN 978-5-9524-5457-6.
- История древней Армении. От союза племен к могущественному Анийскому царству = Histoire de l’Arménie des origines à 1071 / Пер. с франц. И. А. Петровской. — М.: «Центрполиграф», 2022. — 910 с. — (Великие империи мира). — ISBN 978-5-9524-5553-5.
- Империя Леванта. Древняя земля тлеющего конфликта между Востоком и Западом = L`empire du Levant. Histoire de la question d`Orient / Пер. с франц. В. Е. Климанов. — М.: «Центрполиграф», 2022. — 591 с. — (Великие империи мира). — ISBN 978-5-9524-5782-9.